# Учкул
Учкул — деревня в Бардымском районе Пермского края. Входит в состав Бичуринского сельского поселения.
По результатам переписи 2010 года численность населения составила 78 человек, в том числе 32 мужчины и 46 женщин.
В 2005 году численность населения составляла 90 человек.
Находится примерно в 18 км к юго-западу от центра села Барда.